# Imperium
Fra i vari termini con cui nell'antica Roma si indicavano le autorità dei titolari del pubblico potere, assunse un ruolo di fondamentale importanza, sin dall'età monarchica, l'imperium, da non confondersi con la potestas o l'auctoritas. Si tratta di un potere di stampo militare che, come denuncia il suffisso -ium, ha natura dinamica, e che conferisce al suo titolare la facoltà di impartire ordini ai quali i destinatari non possono sottrarsi, con conseguente potere di sottoporre i recalcitranti a pene coercitive di natura fisica (fustigazione o, nei casi più gravi, decapitazione) o patrimoniale (multe).
Simboli esteriori di questo potere sono i fasci littori.

## Origini dell'imperiume successiva evoluzione
Si pensa comunemente che l'imperium abbia fatto ingresso a Roma per effetto della dominazione etrusca. Questa idea, in effetti, sembra confermata dalla circostanza che nella cosiddetta tomba del Littore di Vetulonia sono stati ritrovati alcuni fasci littori in ferro.
L'imperium dunque fa il proprio ingresso a Roma nell'ultima fase dell'età monarchica. Sappiamo che nel procedimento di investitura del rex gli veniva conferito il potere dalle curiae con un atto detto lex curiata de imperio.
Dopo la cacciata di Tarquinio il Superbo e l'instaurazione del nuovo regime repubblicano nel 509 a.C. il potere di imperium fu ereditato dai consoli che furono posti a capo del nuovo ordine costituzionale. Anch'essi erano dotati di imperium, ed erano dunque accompagnati da dodici littori ciascuno. Secondo la tradizione, però, già in questo momento di nascita della libera res publica il console Valerio Publicola avrebbe fatto approvare una legge, detta Lex Valeria de provocatione, con la quale si stabiliva che all'interno della città di Roma ciascun cittadino avrebbe potuto limitare il potere di imperium dei consoli ricorrendo alla provocatio ad populum. Questo provvedimento avrebbe consentito al cittadino contro cui il magistrato avesse voluto esercitare il proprio imperium di richiedere un giudizio innanzi alle assemblee popolari. Per simboleggiare questo mutamento, i littori giravano dentro la città di Roma senza le scuri inserite nei fasci littori, e al riguardo si parlerà di imperium domi. Al di fuori della cerchia cittadina (pomerium), tuttavia, non poteva farsi ricorso alla provocatio ad populum, e il magistrato munito di imperium avrebbe potuto esercitare il proprio potere senza alcun limite, tanto che i suoi littori lo accompagnavano con i fasci completi delle scuri, simbolo del suo imperium militiae.

## Magistraticum imperioe magistratisine imperio
Solamente alcuni magistrati della Roma di età repubblicana erano dotati di imperium. Anzi, una delle distinzioni fondamentali fra i magistrati dell'età repubblicana era quella che contrapponeva i magistrati cum imperio ai magistrati sine imperio. Erano magistrati cum imperio i consoli, i pretori, e alcuni magistrati straordinari, come i decemviri legibus scribundis consulari imperio e l'interrex. A costoro l'imperium veniva conferito dopo l'elezione con la lex curiata de imperio.
Gli altri magistrati, come i censori, gli edili curuli, i tribuni della plebe, gli edili plebei e i questori, erano invece sine imperio.
Come può notarsi, questa distinzione non coincide né con quella che contrappone i magistrati maggiori ai magistrati minori, perché i censori, che erano magistrati maggiori, non erano forniti di imperium, né con quella che contrappone i magistrati che avevano diritto alla sella curule, simbolo del potere giudiziario.
Dopo le prime grandi conquiste fuori dalla penisola italica (Sicilia e Sardegna), il senato cominciò a prolungare il potere dei magistrati che erano stati impegnati nelle operazioni belliche come comandanti militari, perché, anziché tornare a Roma, continuassero con efficacia la propria azione sul teatro di guerra che conoscevano meglio di ogni altro, e poi governassero il nuovo territorio conquistato. Questi ex magistrati il cui potere era prolungato dal Senato si trovavano in regime di prorogatio imperii, e furono detti promagistrati. Il loro imperium, dunque, non si fondava sull'elezione popolare seguito dalla lex de imperio, come quello dei magistrati, ma su un atto del senato che stava al posto della rogatio, e detto appunto pro-rogatio.
Pure munito di imperium era il dictator (che, tecnicamente, non era un magistratus populi Romani), dotato di ventiquattro littori, e il cui summum imperium era esente dal limite della provocatio ad populum anche all'interno del pomerium.

## Gli attimagis imperii quam iurisdictionis
Nell'ambito del processo formulare il magistrato poteva emanare alcuni atti che erano fondati più sul proprio imperium che non sulla iurisdictio di cui era dotato. Tali atti, detti anche comunemente mezzi pretori, pur essendo adottati dal magistrato nell'esercizio della iurisdictio, si fondavano sull'imperium.
Essi sono gli interdicta, le in integrum restitutiones, le cautiones praetoriae (o stipulationes praetoriae) e la bonorum possessio.

## L'imperium proconsulare maius et infinitumdi Augusto e lalex de imperio
Con il tramonto dell'età repubblicana e la nascita di un nuovo ordine costituzionale, ad Augusto fu conferito un nuovo tipo di imperium, detto imperium proconsulare maius et infinitum. In particolare questo potere fu conferito dal Senato ad Augusto nel 23 a.C. insieme alla tribunicia potestas. Si trattava di un imperium maius perché era superiore a quello di tutti gli altri proconsoli, e infinitum nel senso spaziale, perché non limitato a una sola provincia. Sia l'imperium maius et infinitum, sia la tribunicia potestas non erano permanenti, ma dovevano essere rinnovati ogni anno dal Senato. Ottaviano fu riconosciuto come princeps dai membri del senato. In virtù di questo riconoscimento Ottaviano diveniva il primo e più autorevole tra i senatori anche se, da un punto di vista formale, continuava a essere un senatore alla pari con gli altri. È sostanzialmente quello che attualmente definiamo come "principato". Nasce con Ottaviano un nuovo tipo di governo in cui gli elementi repubblicani (affievoliti) convivono con elementi senza dubbio monarchici (in parte mascherati).
A Ottaviano fu attribuito il titolo onorifico di imperator che si attribuiva normalmente ai generali vittoriosi in guerra e tramite la lex de imperio anche il diritto di imperium che insigniva del diritto di governare e di emettere leggi. In particolare diveniva così titolare di prerogative come: il sommo pontificato, il consolato a vita e la tribunicia potestas che gli garantiva anche il diritto di veto sulle decisioni senatoriali.
Sappiamo che anche ai prìncipi successivi ad Augusto fu formalmente attribuito, di volta in volta, l'imperium. L'atto con cui tale potere veniva conferito all'imperatore è la cosiddetta lex de imperio. Noi possediamo la seconda parte di quella con cui nel 69-70 d.C. fu conferito l'imperium a Vespasiano, perché essa è stata conservata su una tavola bronzea rinvenuta nel 1347 dal tribuno Cola di Rienzo nella Basilica del Laterano a Roma.
Al potere di imperium del principe è ricondotto il fondamento del valore normativo delle costituzioni imperiali, la cui efficacia era equiparata a quella della lex publica populi Romani (cfr. Gai 1.5).
Per circa un secolo, gli imperatori romani agirono solitamente con l'assenso del senato o comunque in un sistema in cui il senato rappresentava un contrappeso ai poteri imperiali.
Nonostante tutto non mancarono momenti di tensione dovuti ai tentativi degli imperatori di forzare la mano al senato e ai tentativi di usurpatori di accedere al trono. Soprattutto una non certa successione al trono dovuta a farraginose incertezze istituzionali; l'impero era elettivo, ma gli imperatori tendevano spesso a fondare delle dinastie e ciò portò nel corso del I secolo a diverse guerre civili.

## Dominus ac deus
Con la salita al trono della dinastia severiana, il principato semi-repubblicano andò trasformandosi in monarchia, e l'imperium divenne "dominato".
Settimio Severo, il primo dei cosiddetti imperatori-soldato, fu l'iniziatore di un nuovo culto che si incentrava sulla figura dell'imperatore, una sorta di "monarchia sacra" mutuata dall'Oriente ellenistico (questa sacralità orientaleggiante del sovrano era già stata tentata da alcuni imperatori, come Caligola, Nerone, Domiziano e Commodo, mentre gli altri imperatori erano definiti "divini" solo dopo la morte). Adottò inoltre il titolo di dominus ac deus che andò a sostituire quello di princeps che sottintendeva una condivisione del potere con il senato.
Gli imperatori che seguirono a Settimio Severo furono caratterizzati per l'essere tutti sostenuti dall'esercito, finché nel 235, per acclamazione dell'esercito, fu scelto come imperatore Massimino Trace, comandante delle legioni della Pannonia.